# Brasidas foveolatus
Brasidas foveolatus är en insektsart. Brasidas foveolatus ingår i släktet Brasidas och familjen Heteropterygidae.

## Underarter
Arten delas in i följande underarter:
- B. f. asper
- B. f. foveolatus